# Barentsita
La barentsita és un mineral de la classe dels carbonats. Rep el nom en honor de Willem Barents (1550-1597), famós navegant holandès que també dona nom a la mar de Barents, al nord-est de la península de Kola.

## Característiques
La barentsita és un carbonat de fórmula química Na₇Al(HCO₃)₂(CO₃)₂F₄. Cristal·litza en el sistema triclínic. La seva duresa a l'escala de Mohs és 3.
Segons la classificació de Nickel-Strunz, la barentsita pertany a «05.BB: Carbonats amb anions addicionals, sense H₂O, amb alcalins» juntament amb els següents minerals: dawsonita, tunisita i sabinaïta.

## Formació i jaciments
La barentsita va ser descoberta al mont Restin'yun, al massís de Khibini, situat a la península de Kola (óblast de Múrmansk, Rússia). Es tracta de l'únic indret on ha estat trobada aquesta espècie mineral.